# Saleh Al-Saqri
Saleh Al-Saqri (in arabo صالح الصقري‎?; Ha'il, 23 gennaio 1979) è un ex calciatore saudita, difensore.

## Carriera

### Club
Ha giocato per tutta la carriera nel campionato saudita.

### Nazionale
Ha partecipato ai Mondiali Under-20 del 1999.
Con la maglia della nazionale ha preso parte alla Coppa d'Asia 2000, giungendo secondo.

## Palmarès

### Club

#### Competizioni nazionali
- Campionato saudita: 5

Al-Ittihad: 1999-2000, 2000-2001, 2002-2003, 2006-2007, 2008-2009
- Coppa del Re (Arabia Saudita): 1

Al-Ittihad: 2010
- Coppa del Principe Faysal bin Fahd: 1

Al-Ittihad: 1999
- Coppa del Principe della Corona saudita: 3

Al-Ittihad: 1997, 2001, 2004

#### Competizioni internazionali
- AFC Champions League: 2

Al-Ittihad: 2004, 2005
- Champions League araba: 1

Al-Ittihad: 2005
- Coppa dei Campioni del Golfo: 1

Al-Ittihad: 1999